# Arnoldov
Arnoldov (německy Arletzgrün) je samota, část města Ostrov v okrese Karlovy Vary v Karlovarském kraji. Nachází se asi šest kilometrů severně od Ostrova. Arnoldov je také název katastrálního území o rozloze 2,62 km².

## Historie
První písemná zmínka o vesnici pochází z roku 1409.

## Obyvatelstvo
Při sčítání lidu v roce 1921 zde žilo 107 obyvatel (z toho 49 mužů) německé národnosti a římskokatolického vyznání.  Podle sčítání lidu z roku 1930 měla vesnice 127 obyvatel se stejnou národnostní i náboženskou strukturou.
| Rok            | 1869 | 1880 | 1890 | 1900 | 1910 | 1921 | 1930 | 1950 | 1961 | 1970 | 1980 | 1991 | 2001 | 2011 | 2021 |
| -------------- | ---- | ---- | ---- | ---- | ---- | ---- | ---- | ---- | ---- | ---- | ---- | ---- | ---- | ---- | ---- |
| Počet obyvatel | 81   | 101  | 108  | 114  | 130  | 107  | 127  | 82   | 19   | 0    | 4    | 4    | 8    | 5    | 1    |
| Počet domů     | 16   | 16   | 17   | 18   | 19   | 19   | 22   | 21   | 21   | 0    | 1    | 1    | 1    | 1    | 1    |

## Obecní správa
Při sčítání lidu v letech 1869–1930 byl Arnoldov samostatnou obcí v okrese Jáchymov. V roce 1950 byl částí obce Dolní Žďár v okrese Karlovy Vary-okolí. Od roku 1960 je částí města Ostrov v okrese Karlovy Vary. V roce 1869 k obci patřil Hanušov.

## Galerie

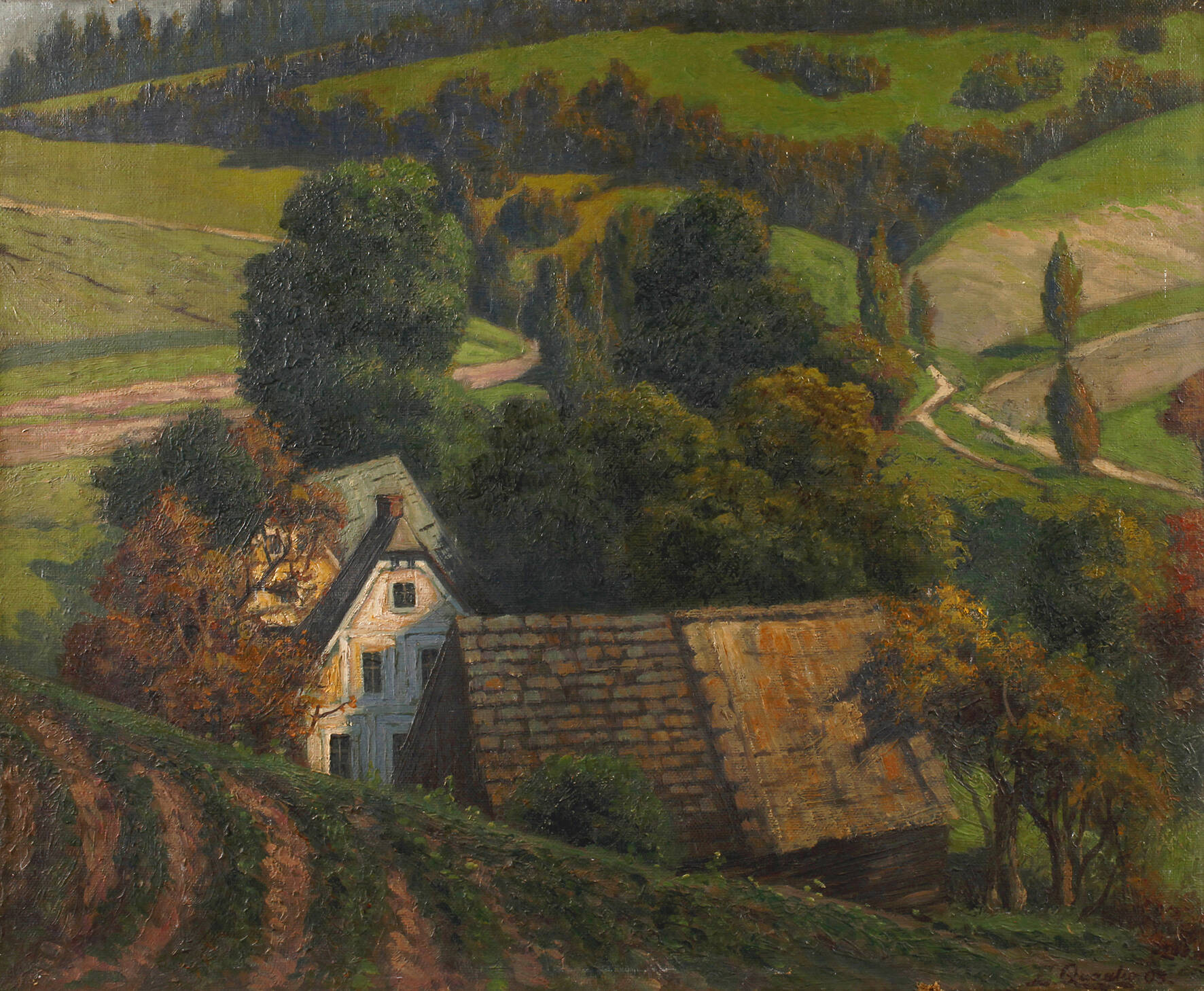
Eugen Quaglio: Statek na Keilbergu, Arletzgrün (Arnoldov)
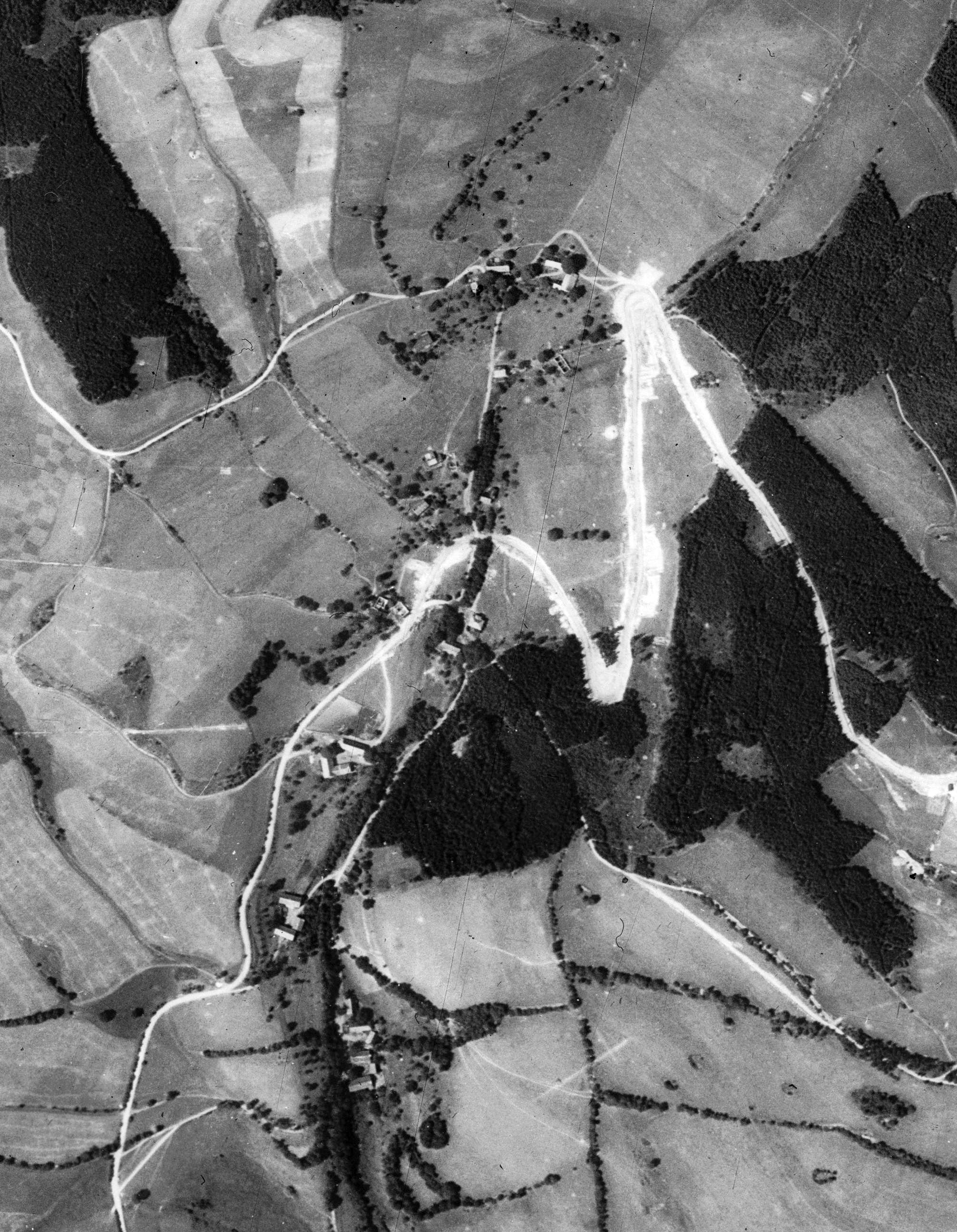
Arnoldov na leteckém snímku z 50. let 20. století
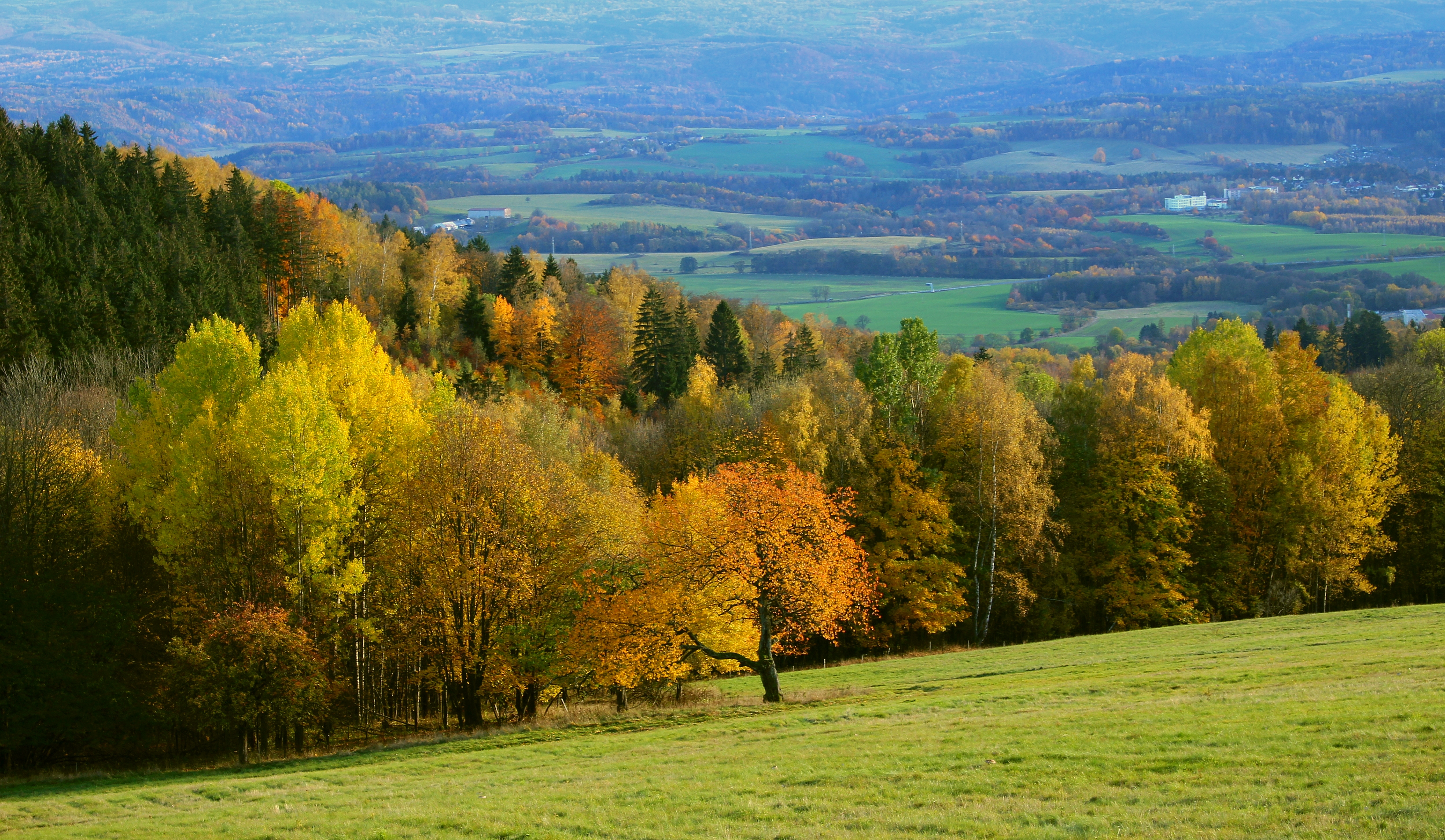
Pohled k zaniklé části Arnoldova
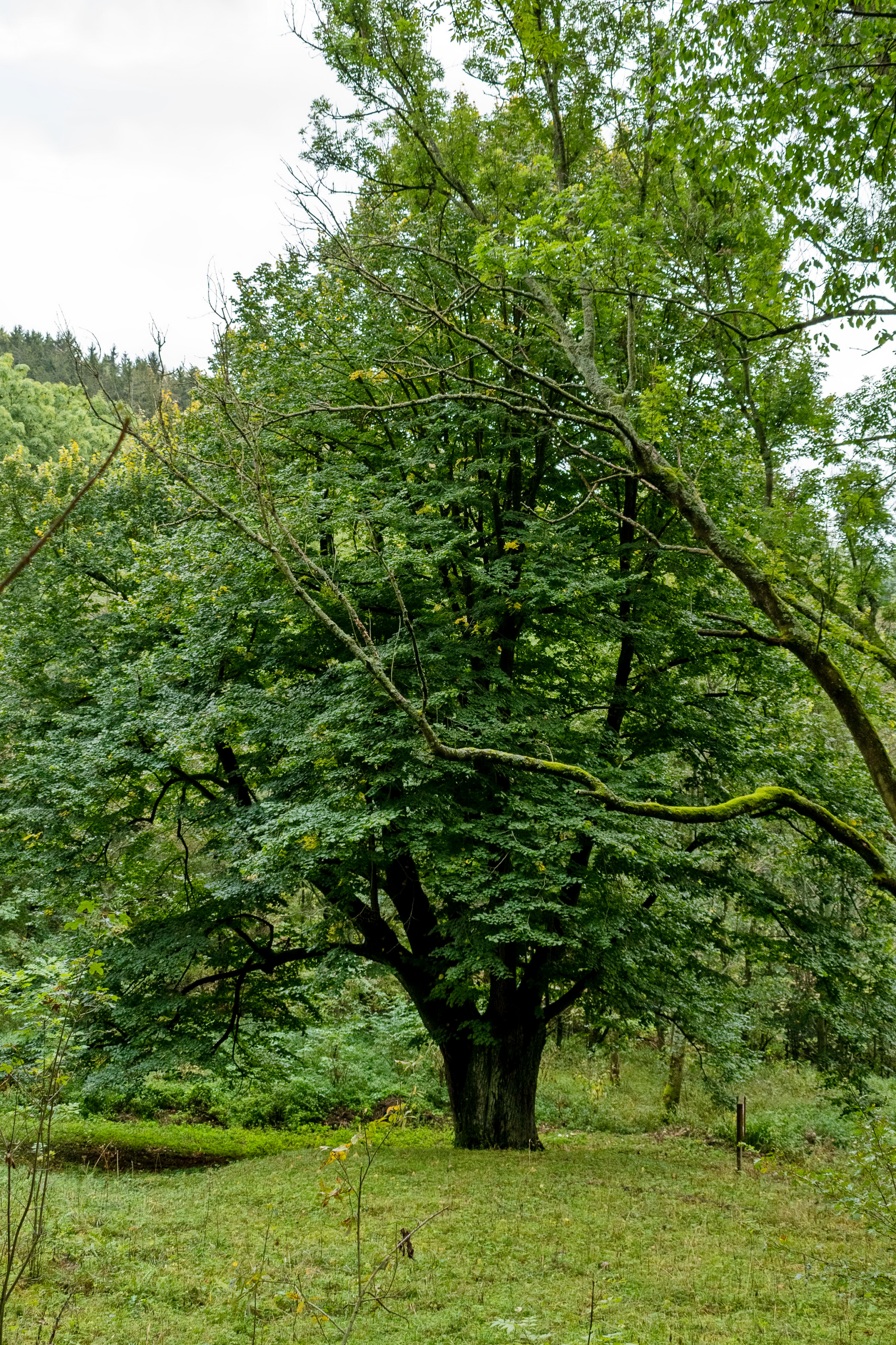
Arnoldovská lípa v zaniklé části
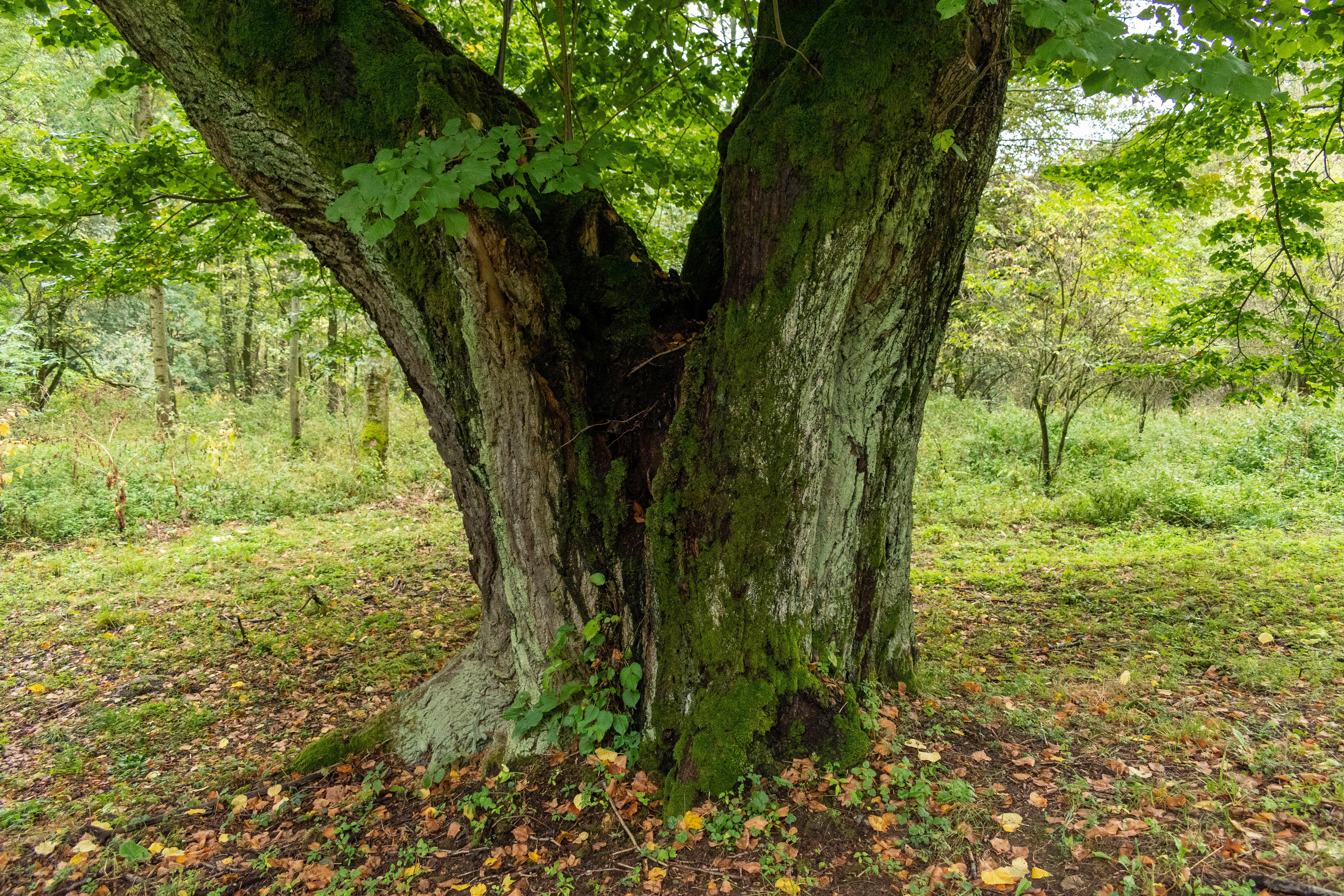
Kmen Arnoldovské lípy
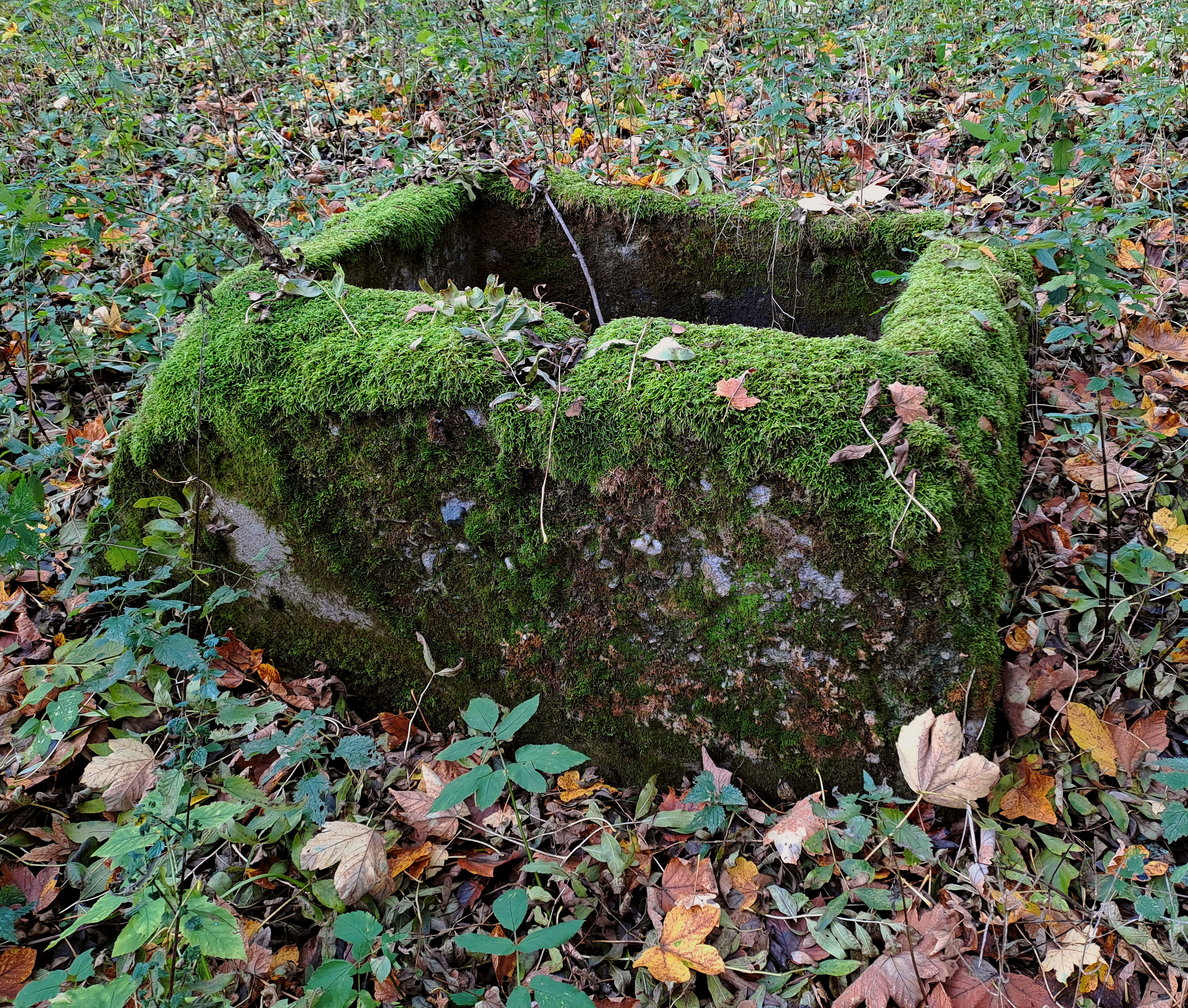
Pozůstatky nedaleko Arnoldovské lípy
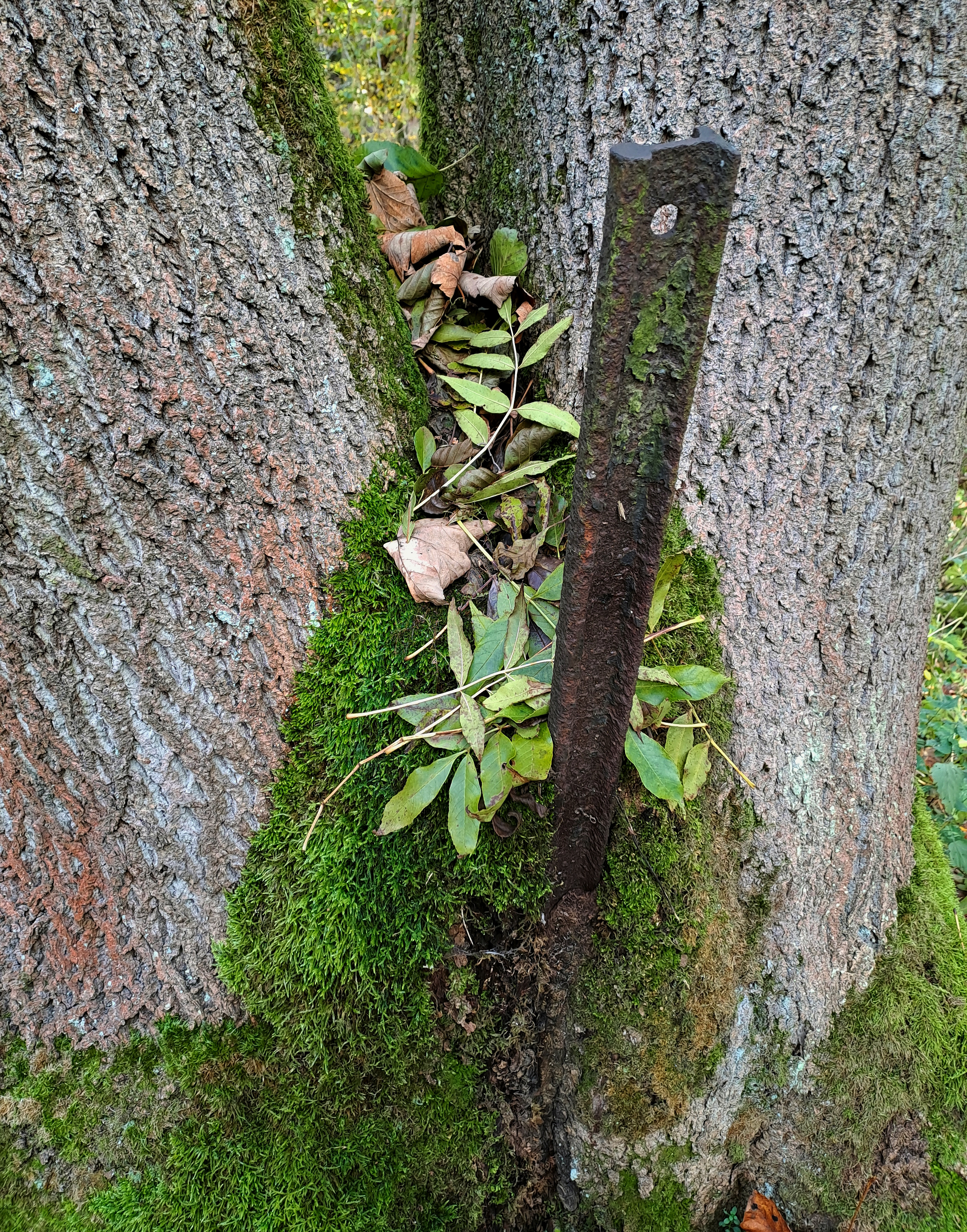
Kolejnice zarostlá ve stromě
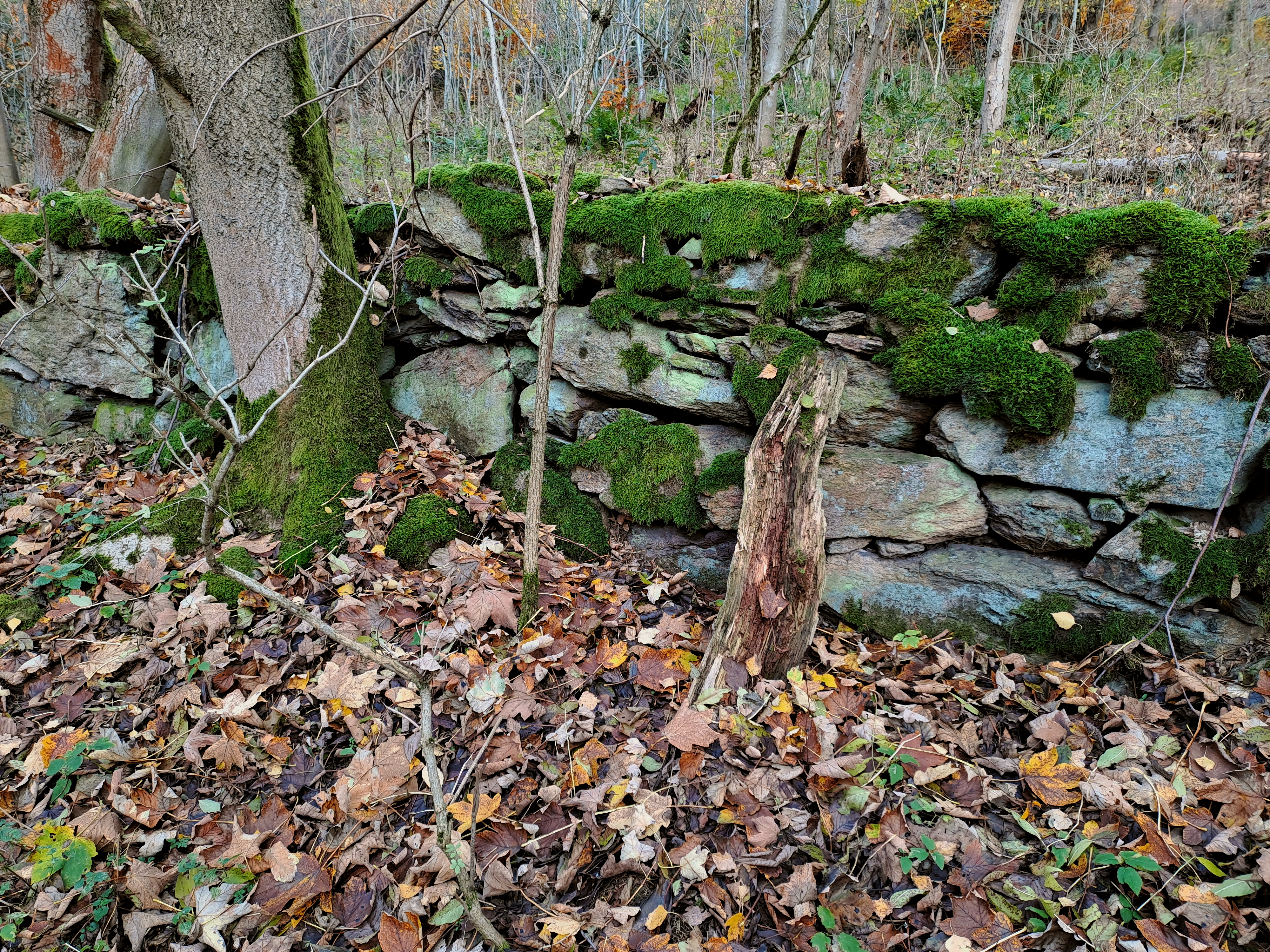
Zbytky zdi